# Andreas Cervin
Andreas Cervin (Okome, Falkenberg, Halland, 18 d'octubre de 1889 – Göteborg, 14 de febrer de 1972) va ser un gimnasta i jurista suec.
El 1908 va prendre part en els Jocs Olímpics de Londres, on guanyà la medalla d'or en la prova del concurs complet per equips, com a membre de l'equip suec.
El 1914 es llicencià en dret per la Universitat de Lund i poc després començà a treballar al Tribunal d'Apel·lació de Gota. El 1918 passà al Tribunal de Göteborg i entre 1935 i 1955 fou regidor d'aquesta ciutat. Entre 1937 i 1944 va exercir com a överexekutor i va tenir un paper destacat en l'embargament de vaixells noruecs de la tardor de 1941.